# O sztuce wojny
O sztuce wojny (wł. Dell'arte della guerra) – traktat wojskowy włoskiego renesansowego humanisty i polityka Niccolò Machiavellego. Jest jedynym dziełem wydanym za życia autora.
Głównym tematem dzieła są zagadnienia militarne. W tle przedstawiona jest również problematyka historyczna i polityczna, znana z Księcia i Rozważań. 

## Forma
Dzieło składa się z wstępu i siedmiu rozdziałów. Dedykowano je patrycjuszowi florenckiemu  Lorenzo di Filippo Strozziemu. Machiavelli nie wypowiada się własnym głosem, ubierając wywód w formę dialogu pomiędzy florenckimi wojskowymi i politykami: Fabriziem Colonną, Cosimą Rucellai, Zanobim Buondelmonti, Battistą della Palla oraz Luigim Alamanni. Dominującym rozmówcą jest Fabrizio, pozostali dyskutanci głównie zadają pytania lub wyrażają aprobatę. Dialog toczy się w Orti Oricellari, jednym z ogrodów Florencji.
Fabrizio jest często uznawany za wyraziciela poglądów samego Machiavellego, choć taka interpretacja nie jest pewna. Np. Harvey C. Mansfield wskazuje, że Fabrizzio jest raczej typowym humanistą, którego idee wystawiane są na próbę w trakcie dialogu. Istotną kwestią jest też to, że O sztuce wojny było jedynym dziełem wydanym za życia autora i tym samym podlegało znacznie większej autocenzurze. 

## Sztuka wojenna
Dzieło poświęcone jest zasadniczo sztuce wojennej. Machiavelli szczegółowo opisuje właściwy sposób organizacji armii i prowadzenia działań wojennych czy taktykę właściwą dla różnych oddziałów. Perspektywa Machiavellego jest interesująca z kilku powodów. Jako sekretarz kancelarii Florencji miał bezpośredni wpływ na politykę Republiki. Jego praca jest ważnym źródłem historycznym na temat poglądów na wojnę w epoce narodzin nowożytnej myśli militarnej. Był to okres burzliwych przemian, w którym eksperymentowano z nowymi technologiami (broń palna) i formami organizacji armii. Machiavelli porównuje różne formy organizacji armii i prowadzenia wojen, zestawiając ze sobą m.in. współczesne mu formy z tymi znanymi ze starożytności czy zachodnią i wschodnią organizację wojskową. Toczone są też spory odnośnie do tego, na ile Machiavelli jest kontynuatorem wcześniejszych tradycji (czy to średniowiecznych, czy starożytnych), a na ile jego dzieło otwiera nową epokę.
Traktat był niezwykle wpływowy i jest do dzisiaj uznawany za klasyczny tekst z teorii wojskowości. Do końca XVI w. ukazało się co najmniej dwadzieścia edycji włoskich, a także tłumaczenia na hiszpański, francuski, angielski i łacinę. Michel de Montaigne uznawał O sztuce wojny za porównywalne z dziełami Juliusza Cezara czy Polibiusza. Dziełem inspirowali się m.in. na Raimondo Montecuccoli, de Fourquevaux, Justus Lipsius, Maurycy Orański czy Gustaw II Adolf. Z uznaniem wypowiadali się o nim Maurycy Saski, Carl von Clausewitz.
Analizy strategicznej myśli Machiavellego w przeważającej mierze wskazują, że jego rozważania oparte były na trzech uprzedzeniach, z których wynikały błędy w jego rozumowaniu:
1. Machiavelli (wzorem innych humanistów) uznawał wyższość starożytności nad współczesnością. Uznawał więc armię rzymską za wzór, który należy naśladować,
2. był bardzo nieufny wobec armii profesjonalnej (w tym wojsk zaciężnych),
3. nie doceniał broni palnej i wiążącej się z nią rewolucji w wojskowości.

Zarzuty te nie są podzielane przez wszystkich badaczy, którzy wskazują na konieczność bardziej zniuansowanej i wielowarstwowej analizy dzieła, biorącej pod uwagę przełomowość epoki, w której powstało.

## Filozofia polityczna
O sztuce wojny było również przedmiotem badań historyków idei i filozofów politycznych. Współcześnie konkurują dwie interpretacje dzieła: obywatelskiego humanizmu i Straussiańska. Według zwolenników obywatelskiego humanizmu (m.in. J.G.A. Pocock i Quentin Skinner) praca Machiavellego wyraża tezę klasycznego republikanizmu, zgodnie z którą cnoty polityczne niezbędne dla życia obywatelskiego powstają i doskonalą się dzięki wojsku, a ideałem jest armia obywatelska. Humanistyczne przekonania Machiavellego, nakazujące mu poszukiwania doskonałości w antycznych wzorcach, miały mu przesłonić rozsądny osąd wielu problemów i spowodować, że – z militarnego punktu widzenia – wiele jego rad było chybionych. Z kolei Leo Strauss uznawał, że dzieło to opisuje antagonizm między dwiema formami życia: wojownikiem (formy wywiedzione z tradycji klasycznej) a kapłanem (formy oparte na chrześcijaństwie).